# Blankey Jet City 1997-2000
『BLANKEY JET CITY 1997-2000』は、BLANKEY JET CITYの4作目のベスト・アルバム。2000年10月25日にポリドールからリリースされた。東芝EMI在籍時のベスト『Blankey Jet City 1991-1995』と同時発売。

## 収録曲
1. 古い灯台
Instrumental楽曲。
アルバム『ロメオの心臓』収録曲。
2. ガソリンの揺れかた
8thシングル。
3. ロメオ
9thシングル『左ききのBaby』C/W曲。
アルバム『ロメオの心臓』タイトル曲。
4. 左ききのBaby
9thシングル。アルバム初収録。
5. 赤いタンバリン
10thシングル。シングル最高セールスを記録。
6. ピンクの若いブタ
8thシングル『ガソリンの揺れ方』C/W曲。アルバム初収録。
7. SEA SIDE JET CITY
15thシングル。
8. I LOVE TOKYO
14thシングル『ペピン』のC/W曲。アルバム初収録。
9. プラネタリウム
アルバム『LOVE FLASH FEVER』収録曲。
10. SWEET DAYS
13thシングル。
11. Don't Kiss My Tail
9thシングル『左ききのBaby』のC/W曲。アルバム初収録。
12. SPAGHETTI HAIR
アルバム『LOVE FLASH FEVER』収録曲。
13. SALINGER
アルバム『HARLEM JETS』収録曲。
14. SATURDAY NIGHT
ラスト・シングル。アルバム初収録。
15. デニス ホッパー
アルバム『LOVE FLASH FEVER』収録曲。
16. COME ON(VERSION 1)
アルバム『HARLEM JETS』収録曲。
17. 古い灯台-The first half-
  - Instrumental楽曲。未発表曲。
18. 黒い宇宙
  - 未発表曲。
  - アルバム『LOVE FLASH FEVER』の楽曲と同時期に制作されていた。
19. ダンデライオン
12thシングル。アルバム初収録。